# Damon Galgut
Damon Galgut (Pretoria, 12 de novembre del 1963) és un escriptor sud-africà
Nasqué a una família de juristes i començà a escriure a quan estava convalescent a hospitals amb un càncer als sis anys.
Estudià l'art dramàtic a la Universitat de Ciutat del Cap i debutà amb A Sinless Season als 17 anys. La seva obra més reeixida ha estat The Good Doctor, 2003.
El novembre de 2021, la seva novel·la The Promise va guanyar el Booker Prize 2021. Damon Galgut és el tercer escriptor de Sud-àfrica que guanya el Booker, després de Nadine Gordimer i JM Coetzee, que va guanyar dues vegades. Damon Galgut ja ha estat finalista dues vegades més per al Booker Prize.
És obertament homosexual.